# ساختمان دانشکده پرستاری کرمان
کوشک امام جمعه(دانشکده پرستاری) مربوط به دوره قاجار است و در کرمان، خیابان مدیریت واقع شده و این اثر در تاریخ ۲۵ اسفند ۱۳۷۹ با شمارهٔ ثبت ۳۶۳۴ به‌عنوان یکی از آثار ملی ایران به ثبت رسیده است.

## گالری

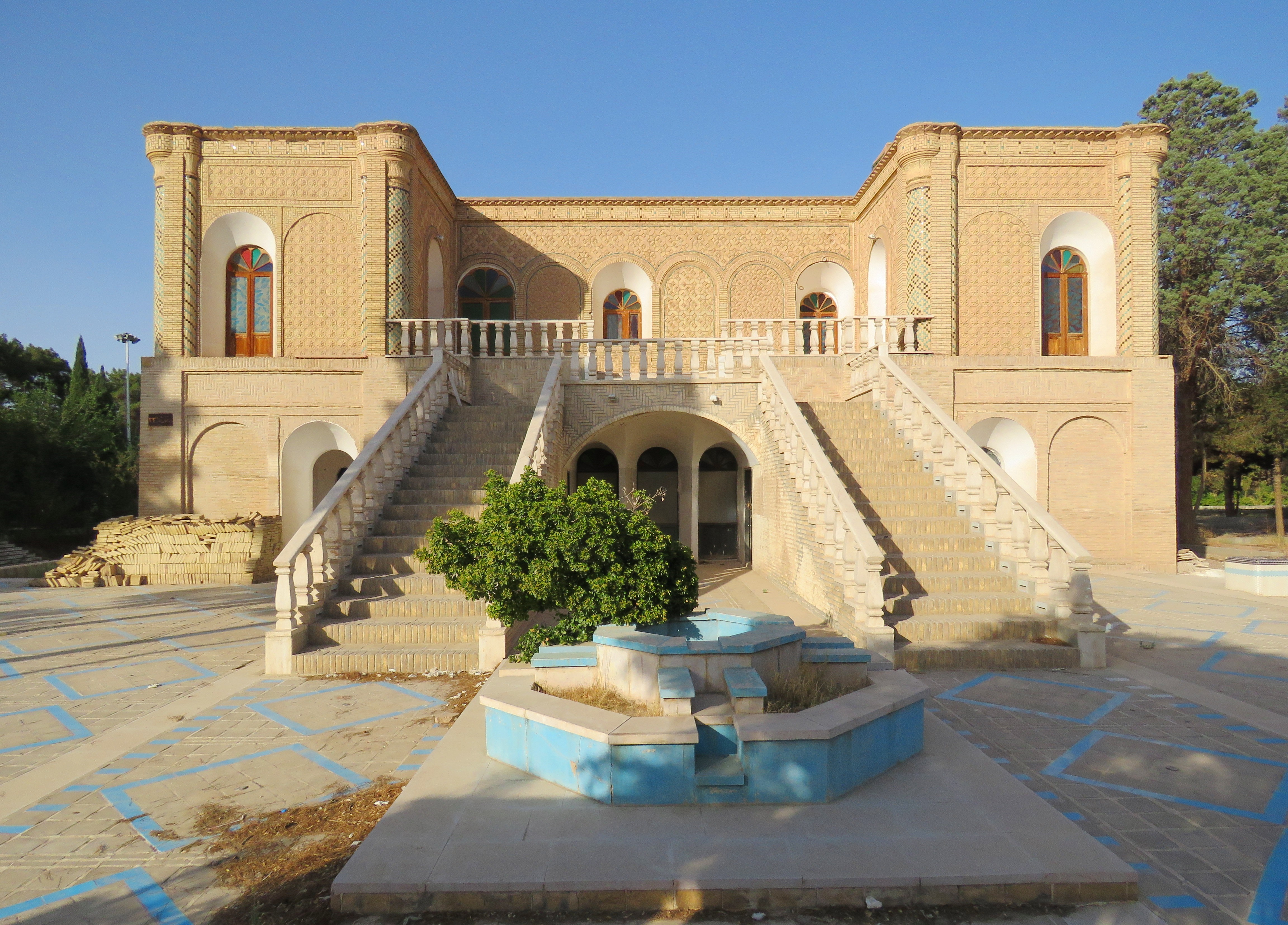
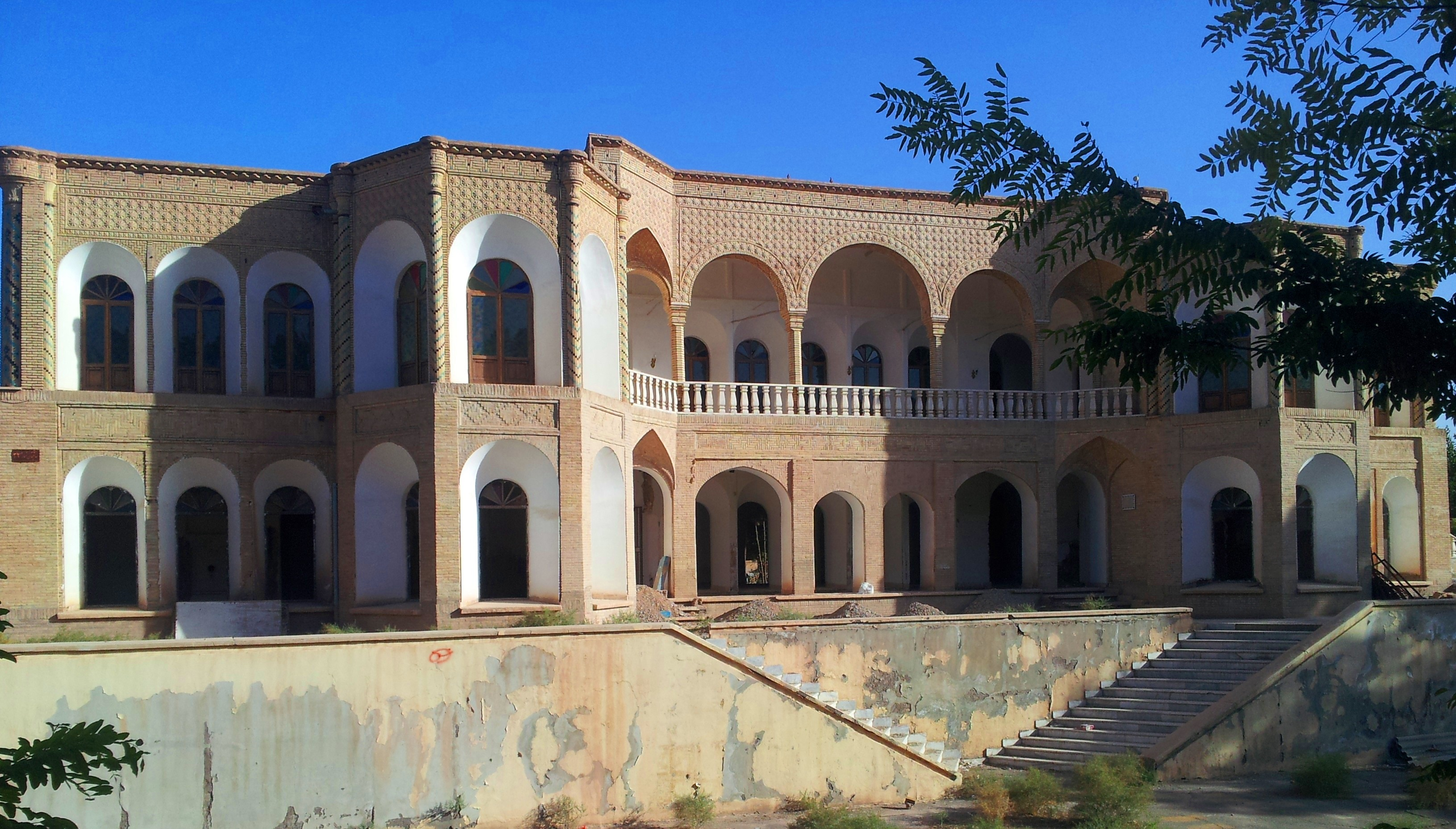
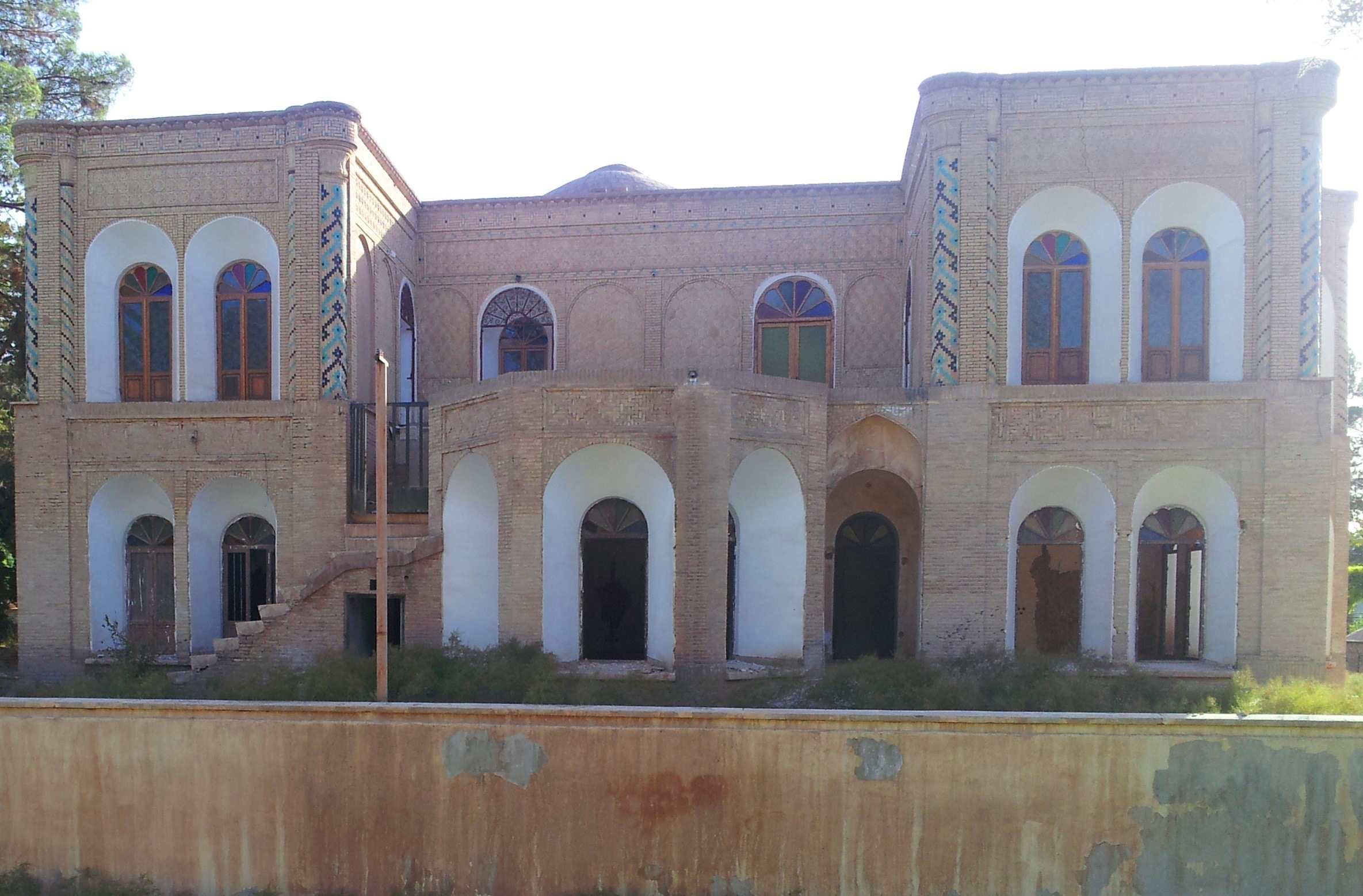
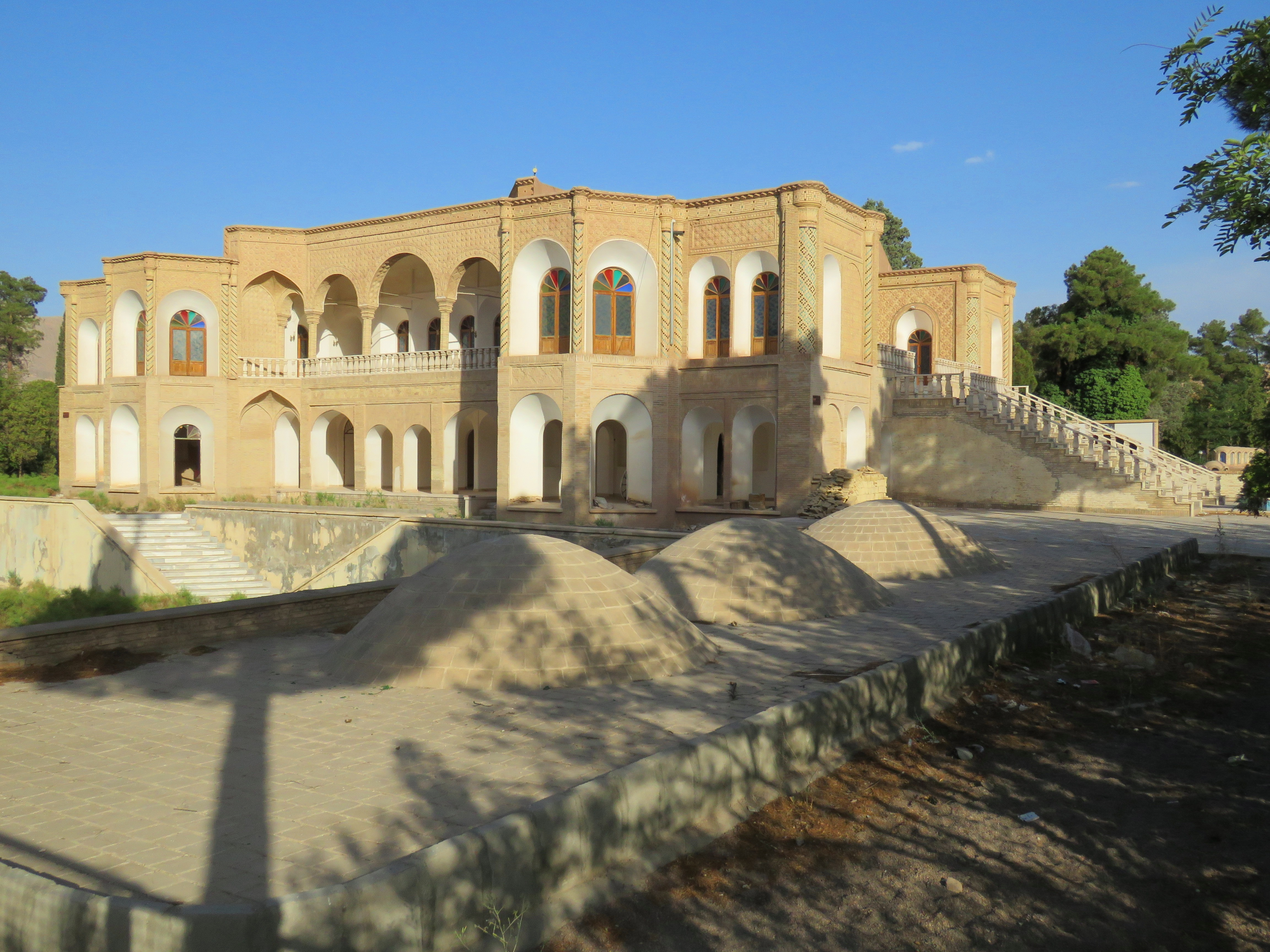
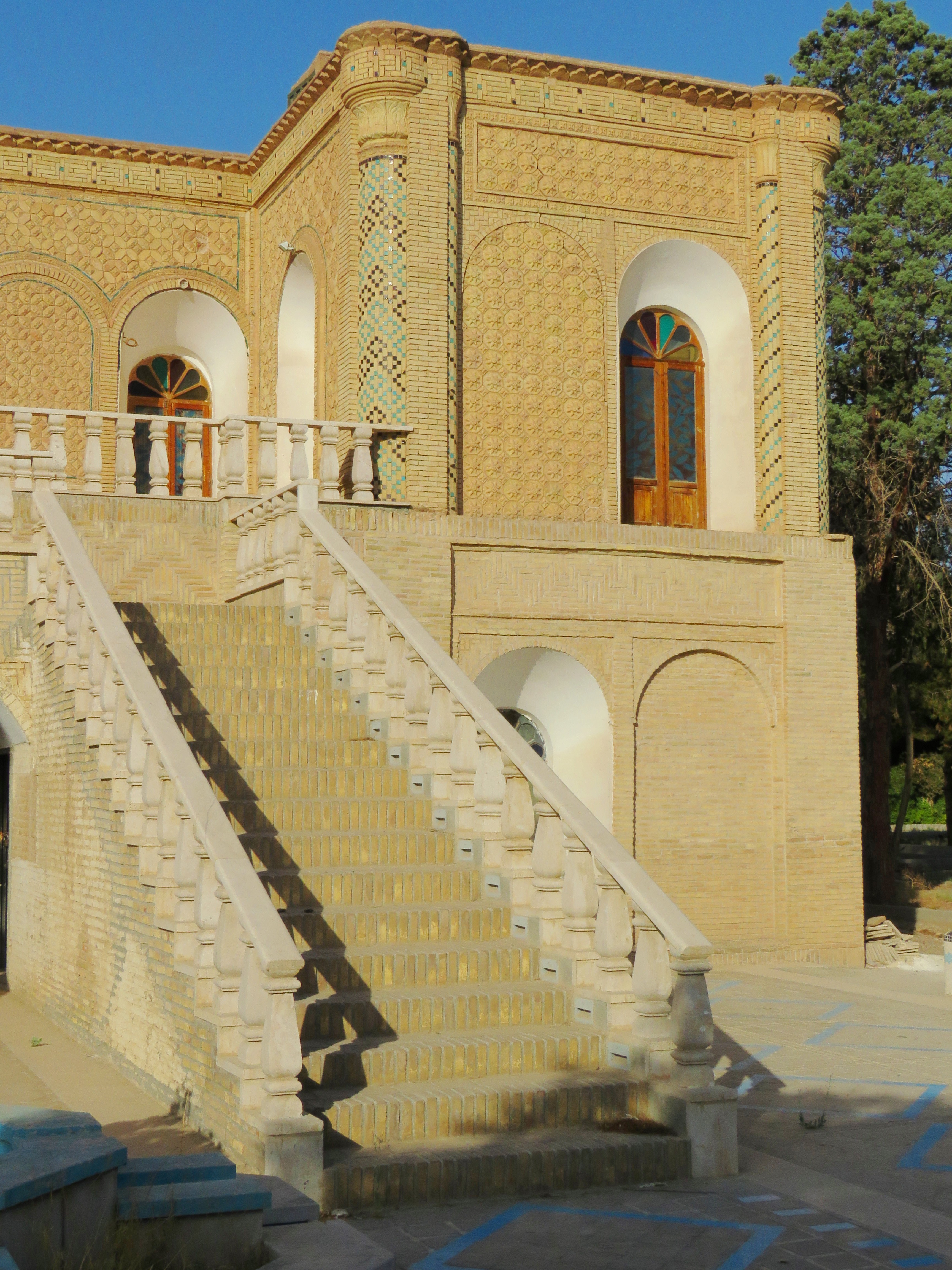
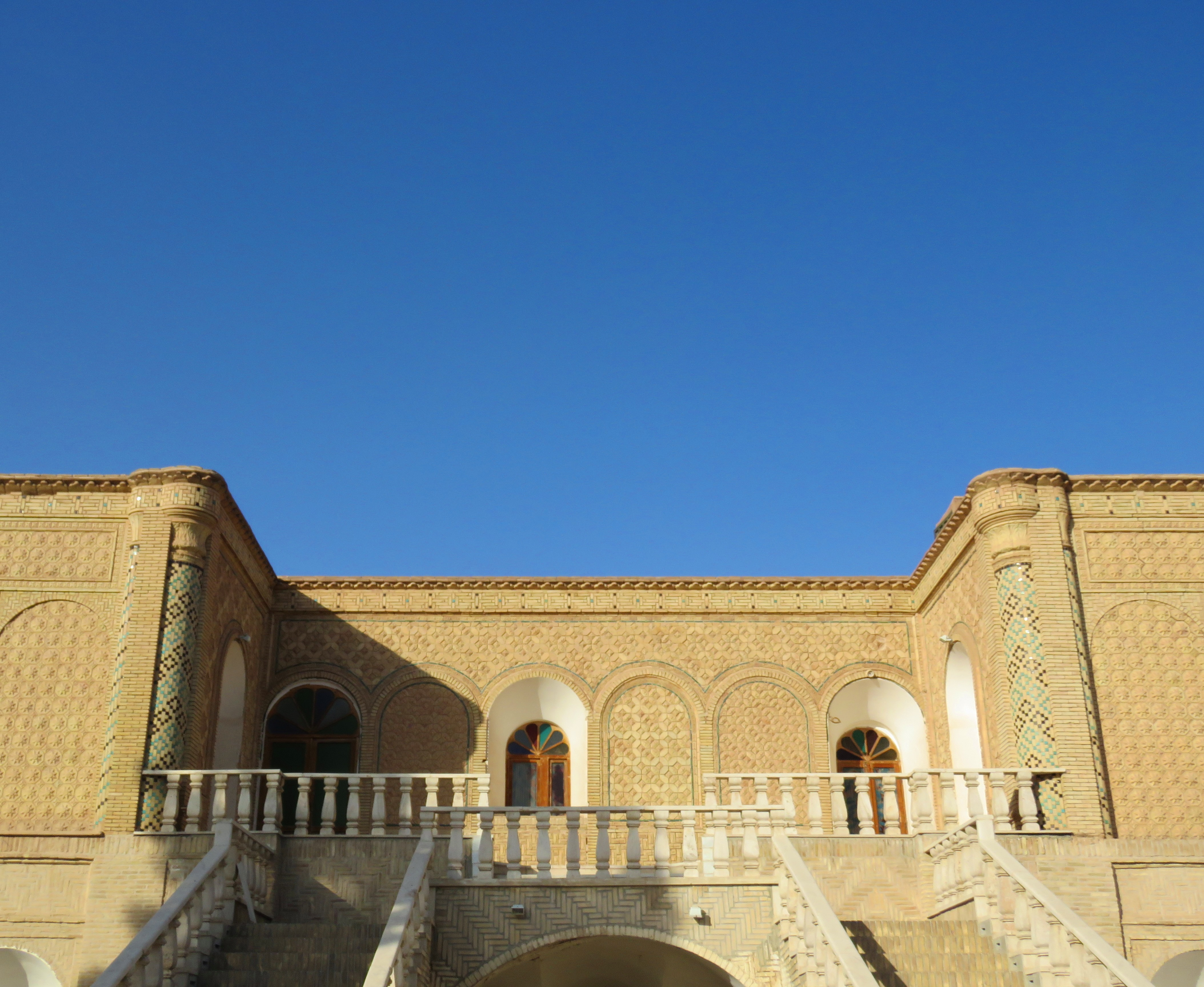